# Тик-герой
Тик-герой (англ. The Tick) — американский телевизионный мультсериал, снятый режиссёрами Генри Таккером и Артом Вителло. Впервые был показан в 1994 году.
Мультсериал транслировался на канале Fox Kids. В России его показывали на Fox Kids Russia, сейчас транслируется на канале 2×2.
Создан на основе комикса «Tick» (en:Tick (comics)). Мультсериал высмеивает и пародирует комиксы про супергероев и суперзлодеев.

## Описание
Мультсериал повествует о борьбе супергероя Тика (переводится как «Клещ») и его помощника Артура с преступностью в лице суперзлодеев Стулолицего Чиппендейла, Эль Зерна, Хлебопека, и других. Все события происходят в Городе (The City). В мультсериале пародируются многие супергерои, в том числе: Бэтмен, Человек-паук, Супермен, Аквамен и многие другие.

## Роли озвучивали
- Таунсенд Коулман — Тик
- Микки Доленз — Артур (в первом сезоне)
- Роб Полсен — Артур (во втором и третьем сезоне)
- Кей Ленз — Американская Дева
- Джесс Харнелл — Хлебопек / Канализационный Ёж / Человек-Пуля / Спик / прочие персонажи (в 29 эпизодах)

## Персонажи

### Супергерои

Тик и Артур — главные герои мультсериала.

- Тик — главный герой, непобедимый супергерой, жаждущий защищать мир от злодеев. Помешан на супергероях и шпионах из комиксов. К суперспособностям относится практически полная неуязвимость и большая физическая сила. Не отличается большим умом, но зато очень добр и бесстрашен. Склонен к пафосным псведофилософским речам. Постоянно носит костюм синего клеща. Самый большой страх работать в офисе. Панически боится муравьев. Озвучивает Артур Ваха.
- Артур — подручный Тика, лучше всего разбирается в домоводстве. Часто именно он выдвигает идеи того, как победить очередного злодея. Еврей по происхождению. Постоянно носит костюм белого мотылька (который часто принимают за костюм «зайчика»). Озвучивает Анатолий Петров, в некоторых сериях — Олег Куликович.
- Летучий мышь — супергерой, друг Тика и Артура. Пародия на Бэтмена. Чрезвычайно пафосен и весьма труслив на деле. Озвучивает Сергей Паршин.
- Американская Дева — супергероиня, подруга Тика, Артура и Летучего Мыша. Является пародией на героиню комиксов DC Чудо-Женщину и персонажа компании Marvel Comics Капитана Америку. Единственный супергерой Города, помимо Тика и Артура, кто действительно компетентен. Озвучивает Елена Павловская.

Второстепенные супергерои: Civic-Minded Five (пародия на Фантастическую Четверку или Мстителей), Кларк Оппенгеймер (пародия на Супермена), Mighty Agrippa, Roman God of the Aqueduct (пародия на Тора), Пиф Паф (пародия на Карателя), Канализационный Ёж.

### Суперзлодеи
- Стулолицый Чиппендейл — главный антагонист, вечно недоволен, стремится захватить мир. Вместо головы у него стул. Решил стать суперзлодеем, обидевшись на постоянные насмешки над внешностью в школе.
- Эль Зерно — суперзлодей-садовод, антропоморфный подсолнечник в зелёной униформе матадора.
- Хлебопек — суперзлодей-кондитер. В своё время был исключён из пекарной академии за свои странные и неуместные эксперименты с хлебом, за что теперь мстит всем пекарям мира.
- Чарльз — мальчик-вундеркинд, талантливый изобретатель, одержимый злобными идеями. Живёт с младшей сестрой Амелией, которую втягивает в свои планы, и родителями, исповедующими прогрессивный тип воспитания, закрывая глаза на проделки их сына. Очень любит свою собаку Скиппи, чей мозг он трансплантировал в тело робота, после того, как питомец попал под машину.
- Ананасовый Покопо — международный террорист, генерал и диктатор островного государства Покопонезия, знаменитого двумя вещами: ананасами и свирепыми акулами. Имеет голову в виде ананаса и носит военную форму. Мечтает развивать туризм в своём регионе, а также захватить близлежащие области.

Второстепенные суперзлодеи: Джим Рейдж (пародия на Ника Фьюри), Люди Идеи (пародия на Людей Икс), Оттоманка, и т. д.

## Список серий

### Первый сезон
| Номер серии | Название                         | Английское название                | Описание |
| ----------- | -------------------------------- | ---------------------------------- | --- |
| 1 Серия     | Тик против Людей Идей            | The Tick vs. the Idea Men          | Тик знакомится с Артуром, после чего они вместе спасают город от злодейского плана Людей Идей. Название серии — аллюзия на американский мультсериал и комикс Люди Икс. |
| 2 Серия     | Тик против Стулолицего Чипндейла | The Tick vs. Chairface Chippendale | Стулолицый Чипендейл намеревается написать своё имя на Луне. Тик, Артур и Американская Дева сделают всё, чтобы помешать этому. |
| 3 Серия     | Тик против Динозавра Нила        | The Tick vs. Dinosaur Neil         | Известный палеонтолог превращается в ужасное чудовище. Тик и Артур жертвуют своим выходным, чтобы вернуть учёному человеческий облик. |
| 4 Серия     | Тик против Мистера Мозга         | The Tick vs. Mr. Mental            | Безумный экстрасенс мистер Мозг подчиняет разум Тика и делает его своей марионеткой, чтобы заполучить грозное оружие. |
| 5 Серия     | Тик против Хлебопёка             | The Tick vs. the Breadmaster       | «Хлеб — всему голова» — вот главный девиз злодея, с которым придётся сразиться Тику и Артуру. |
| 6 Серия     | Тик против Эль Зерна             | The Tick vs. El Seed               | В городе происходят нападения растений на людей. За всем этим стоит амбициозный Король Эль Зерно, желающий сделать царство растений доминирующим на Земле. На спасение человечества бросаются Тик и Артур, а также «Патриотическая пятёрка». В ходе схватки с Эль Зерном на Тика попадает химический стимулятор роста растений. У Тика есть 12 часов, чтобы найти противоядие прежде, чем он превратится в овощ. |
| 7 Серия     | Тик против Тика                  | The Tick vs. The Tick              | Тик с друзьями едут в ночной клуб для супергероев «Комета». На вечеринке появляется завсегдатай этого заведения Бэрри, который вступает в схватку с Тиком, чтобы доказать, что именно ему принадлежит супергеройское имя «Тик». Ситуация осложняется тем, что некий маньяк-подрывник начинил клуб бомбами и готов отправить на тот свет всю супергеройскую братию ровно в полночь.                               |
| 8 Серия     | Тик против Необычной Простуды    | The Tick vs. the Uncommon Cold     | Кто бы мог подумать, что Тика, которому всё нипочём, может подкосить банальная простуда? И как не вовремя она случилась, ведь в соседней квартире появился монстр из параллельного измерения с намерением захватить Землю. |
| 9 Серия     | Тик против Вундеркинда           | The Tick vs. Brainchild            | Мирный поход Тика и Артура по супермаркету превращается в борьбу с роботом-собакой, которой управляет злобный маленький гений Чарльз. |
| 10 Серия    | Тик против Ананасового Покопо    | The Tick vs. Pineapple Pokopo      | Тику, Артуру и Американской Деве поручено спасти обезьянку Янка из лап диктатора — Ананасового Покопо, задумавшего захватить Гавайи. |
| 11 Серия    | Тик против Кротового Народца     | The Tick vs. the Mole-Men          | В гости к Тику и Артуру нежданно нагрянули гости — Кротовый народец во главе с Кротовым королём. По их следу идёт злобный Лавовеликан, а сам Кротовый король влюбляется в местную супермодель. |
| 12 Серия    | Тик против Прото-Клоуна          | The Tick vs. The Proto Clown       | В один прекрасный день Тик и Артур обнаруживают, что в городе стало безлюдно. Оказывается, город крушит огромный Прото-Клоун. Тику, Артуру, Летучему, Американской Деве и «Патриотической пятерке» необходимо остановить его. Но перед этим Тику предстоит путешествие в собственное подсознание. |
| 13 Серия    | Тик против счета Артура в банке  | The Tick vs. Arthur’s Bank Account | В городе бесчинствует старый суперзлодей — Террор, в прошлом державший в страхе весь мир. Тик решает подготовиться и модернизировать супергеройскую аппаратуру, используя кредитку Артура, от чего тот приходит в бешенство. |

### Второй сезон
| Номер серии | Название                            | Английское название                                       | Описание |
| ----------- | ----------------------------------- | --------------------------------------------------------- | --- |
| 1 Серия     | Любовь и деревянный мальчишка       | The Little Wooden Boy and the Belly of Love               | Артур влюбляется в девушку по имени Кармалита, которая носит такой же, как у него, костюм мотылька. Тик, потеряв Артура на любовном фронте, находит себе нового, весьма необычного напарника. Тем временем через всю страну совершает забег огромный кит-стайер по имени Проглот. |
| 2 Серия     | Два одиночества                     | Alone Together                                            | Тика отправляют на Луну, чтобы стереть написанные там Стулолицым буквы. Однако всё идёт не по плану, и Тик, оказавшись в эпицентре взрыва, улетает в открытый космос. Там он встречает гиганта Омниподуса — пожирателя планет. Меж тем на Земле Тика считают погибшим, и Артур, чтобы побороть депрессию, пробуется на роль подручного к другим супергероям. |
| 3 Серия     | Безрукое Правосудие                 | Armless But Not Harmless                                  | Злодейка Венера со своим подручным Майло жаждет попасть на ежегодную премию «Негодяй года». Тик и Артур пытаются помешать этому, даже несмотря на то, что лишились рук и были объявлены в розыск. |
| 4 Серия     | Леонардо да Винчи и Гений Коммандос | Leonardo da Vinci and His Fightin' Genius Time Commandos! | Безумный учёный Гений Коммандос с помощью машины времени похищает выдающихся изобретателей во главе с Леонардо да Винчи. Он намерен отправить бомбу в эпоху Возрождения, чтобы уничтожить изобретения человечества, а затем заново их открыть. |
| 5 Серия     | Трагедия тренера Фассела            | Coach Fussell’s Lament                                    | |
| 6 Серия     | Тик и Цветы Зла                     | Bloomsday                                                 | |
| 7 Серия     | Зло, не желаете ли присесть?        | Evil Sits Down for a Moment                               | Атаманша, умеющая управлять мебелью, хочет захватить город. Тик, Артур, и Дева пытаются ей помешать, а Летучий Мыш влюбляется в неё. Злодейский план Атаманши начинает претворяться в жизнь (она даже украла из музея Самое Удобное В Мире Кресло) и, казалось бы, ничто не может ей помешать. И даже Летучий Мыш отвечает ей взаимностью… но увы, лишь до того момента, пока Атаманша не предлагает ему на ней жениться. Летучий Мыш убегает от Атаманши к друзьям-супергероям, а Атаманша в погоне за Мышем попадает в ловушку Артура — в Самое Удобное В Мире Кресло. Очутившись в этом кресле, Атаманша отказывается от своих злодейских планов и притязаний на Летучего Мыша. |
| 8 Серия     | Герои                               | Heroes                                                    | |
| 9 Серия     | Тик и конец света                   | The Tick vs. the Big Nothing                              | |
| 10 Серия    | Тик любит Санту!                    | The Tick Loves Santa!                                     | |
| 11 Серия    | Муравьиная напасть                  | Ants in Pants!                                            | |
| 12 Серия    | Тик и Рино, Невада                  | The Tick vs. Reno, Nevada                                 | |
| 13 Серия    | Тряхнём стариной!                   | Grandpa Wore Tights                                       | |

### Третий сезон
| Номер серии | Название                      | Английское название                 | Описание |
| ----------- | ----------------------------- | ----------------------------------- | -------- |
| 1 Серия     | Держи усы                     | That Mustache Feeling               |          |
| 2 Серия     | Тик на свадьбе Дот и Нила     | The Tick vs. Dot and Neil’s Wedding |          |
| 3 Серия     | Подручные не целуются         | Sidekicks Don’t Kiss                |          |
| 4 Серия     | Тик против Артура             | The Tick vs. Arthur                 |          |
| 5 Серия     | Дьявол в пелёнках             | Devil in Diapers                    |          |
| 6 Серия     | Тик и грязь                   | The Tick vs. Filth                  |          |
| 7 Серия     | Тик против Европы             | Tick vs. Europe                     |          |
| 8 Серия     | Тик и наука                   | The Tick vs. Science                |          |
| 9 Серия     | Тик в доисторических временах | The Tick vs. Prehistory             |          |
| 10 Серия    | Тик и образование             | The Tick vs. Education              |          |

## Награды
Номинировался на премии Энни и Эмми несколько раз (на Энни в трёх категориях в 1995 году, на Энни в двух категориях в 1997 году, на Эмми в двух категория в 1996 году, и на Эмми в 1997 году в одной категории), но получил лишь Эмми в двух категориях.

## На других носителях
До мультсериала существовал комикс «Tick» (en:Tick (comics)). В 1994 году компания Fox Interactive выпустила игру с одноимённым названием (en:The Tick (video game)). В 2001 году был создан телесериал «The Tick».

## Мерчендайз
С 1989 по 2000 год были выпущены различные игрушки с персонажами комикса, мультсериала, и телесериала: фигурки, настольная игра, карты, наклейки, и т. д.

## Телесериал
В 2018 году был снят комедийный телесериал «Тик герой», в роли Тика снялся актёр Питер Серафинович. В 2019 вышел второй сезон.